# Ibrahim Ismail Chundrigar
Ibrahim Ismail Chundrigar (en ourdou : اسماعیل ابراہیم چندریگر), né le 15 septembre 1897 à Ahmedabad, alors situé dans le Raj britannique et mort le 26 septembre 1960 à Londres, est un homme d'État pakistanais. Il est membre de la Ligue musulmane et l'un des principaux fondateurs du Pakistan autour de Muhammad Ali Jinnah. Après l'indépendance, il a été successivement ministre, gouverneur de la Province de la Frontière-du-Nord-Ouest, gouverneur du Pendjab, puis enfin Premier ministre durant une courte période de deux mois, entre le 17 octobre 1957 et le 16 décembre 1957.

## Biographie

### Jeunesse et éducation
Ibrahim Ismail Chundrigar est né le 15 septembre 1897 à Ahmedabad, alors situé dans la Présidence de Bombay et dans le Raj britannique, actuellement situé dans l’État indien du Gujarat. Il est issu d'une famille musulmane, et a ensuite fait ses études à l'université de Mumbai.

### Carrière politique
Ibrahim Ismail Chundrigar rejoint la Ligue musulmane de Muhammad Ali Jinnah, qui revendique la création d'un pays indépendant pour les musulmans du sous-continent indien. En 1937, il prend la direction de la section de la Ligue correspondant à la présidence de Bombay, poste qu'il occupe jusqu'en octobre 1946. Lors de la transition vers l'indépendance de l'Inde, alors que la Ligue musulmane obtient cinq postes dans le gouvernement intérimaire alors mis en place, Chundrigar devient ministre du commerce. Après la partition des Indes et la création du Pakistan, il devient ministre du commerce du premier gouvernement pakistanais. Il sera ensuite ambassadeur en Afghanistan, gouverneur de la Province de la Frontière-du-Nord-Ouest, gouverneur du Pendjab et ministre de la justice. 
Après la démission du Premier ministre Huseyn Shaheed Suhrawardy, le président Iskander Mirza nomme Chundrigar pour la remplacer. Il tente alors de manier une coalition fragile entre la Ligue musulmane, le Parti républicain et les députés du Pakistan oriental. L'assemblée ne parvenant pas à se mettre d'accord sur la loi électorale, le président décide de nommer Feroz Khan Noon en remplacement, après seulement deux mois. 